# Urucum Mineração
A Urucum Mineração foi uma empresa brasileira do ramo da mineração com sede em Corumbá, Mato Grosso do Sul, Brasil. 
Em 1943, o governo de Mato Grosso firmou um contrato de exploração do minério de ferro e manganês no morro do Urucum com SOBRAMIL – Sociedade Brasileira de Mineração. Posteriormente, esta firmou sociedade com a Companhia Meridional, subsidiária da United States Steel Corporation. Em 1974, o governo anulou o contrato.
Foi fundada em 1976, em uma sociedade entre a METAMAT (46,66%), a CVRD (46,66%) e a CONVAP (6,68%).
Com a criação do estado de Mato Grosso do Sul, o capital foi dividido entre a METAMAT (governo de Mato Grosso) com 28%; CODEMS (Mato Grosso do Sul), com 18,66%; CONVAP com 6,6%; e a CVRD com 46,66%.
As jazidas de Mato Grosso do Sul ficam situadas nos municípios de Corumbá e Ladário, próximas à fronteira Bcom a Bolívia, compondo a formação da serra do Rabicho, Morro Grande, Serra de Santa Cruz, Morro de Tromba dos Macacos, Serra do Jacadigo e do Morro do Urucum. 
Em 1994, começou a realizar também a lavra de minério de ferro.
Em 1995, a Vale se tornou a única acionista da empresa, após tentativa de leilão feita pelos governos de Mato Grosso e Mato Grosso do Sul.
Em 2009, a Vale comprou a Mineração Corumbaense Reunida, que incorporou a Urucum Mineração em 2011.

## Prêmio
O Instituto Brasileiro de Pesquisa de Opinião Pública (INBRAP), através da pesquisa de mercado e opinião pública, premiou a Urucum Mineração com o Certificado Top Of Mind Brazil, de Consagração Pública Brasileira 2005/2006, como a Empresa de Extração de Minério de Manganês mais bem pontuada na pesquisa quantitativa.